# Gustaf Casimir von der Mühlen Gahrlieb
Gustaf Casimir von der Mühlen Gahrlieb (Gahrliep), född 23 december 1633 på Gripsholms slott i Mariefred, död 1717 i Altlandsberg utanför Berlin, var en svensk-tysk jurist, läkare, skald och miniatyrmålare.
Han var son till hovkocken Henric Gahrlieb. Han utnämndes till professor i medicin 1663 i Frankfurt an der Oder och blev 1678 kurfurstlig livmedicus i Berlin. Som konstnär målade han miniatyrer.